# Gossi
Gossi est une ville et une commune malienne, située chef-lieu dans le cercle de Gourmas, dans la région de Tombouctou, située à 160 km au sud-ouest de Gao.

## Géographie

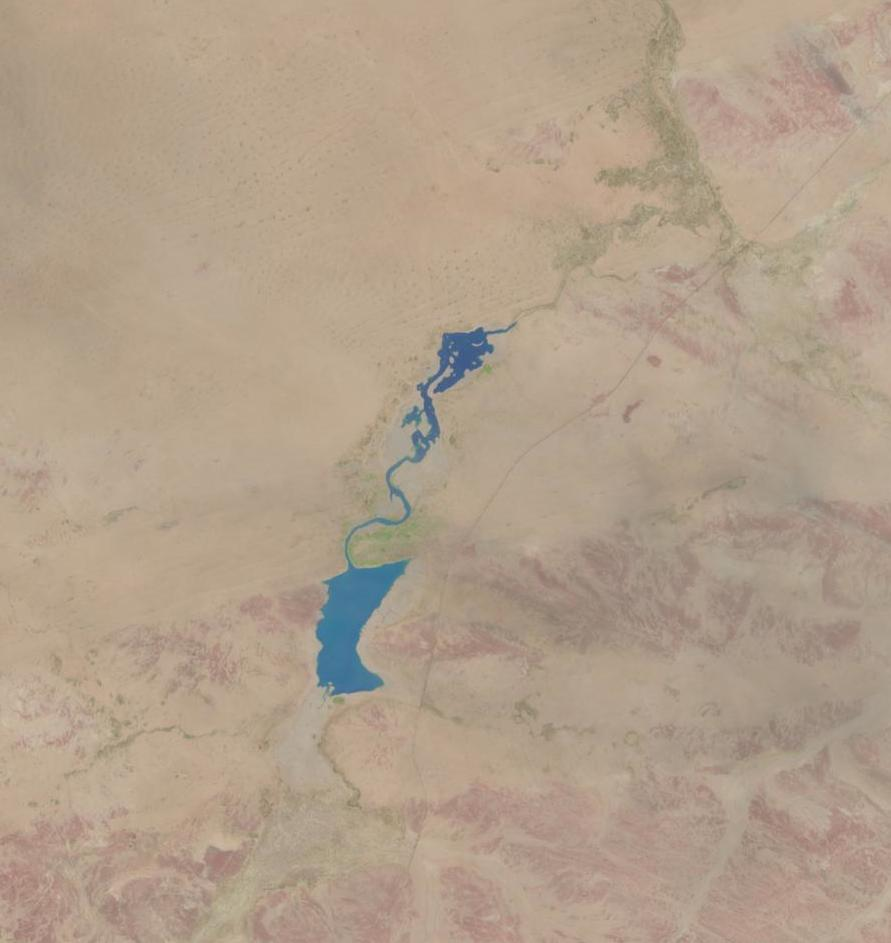
Lac de Gossi

La ville de Gossi est proche du lac de Gossi.

## Histoire
Le 25 juillet 2014, les débris de l'avion du vol 5017 d'Air Algérie sont retrouvés à proximité de Gossi.
En avril 2019, les forces françaises de l'opération Barkhane décident d'installer à Gossi une base opérationnelle avancée tactique – en réhabilitant les emprises de la Mission des Nations unies au Mali (MINUSMA) sur le site – afin de lutter dans le Gourma contre les éléments terroristes et djihadistes de la région et de soutenir les troupes des forces armées maliennes (FAMa) et celles du G5 Sahel. La base abrite 300 soldats jusqu'en avril 2022.
L'armée française quitte la base de Gossi le 19 avril 2022 pour laisser la place aux FAMa. Dès le lendemain, un compte Twitter nommé Dia Diarra publie des images, prises à proximité de la base, montrant des corps à moitié enterrés dans le sable et accuse : « c'est ce que les Français ont laissé derrière eux ». En réponse, la France publie une vidéo filmée depuis un drone montrant un groupe d'hommes, présentés comme des mercenaires russes du groupe Wagner, enterrant les cadavres de nuit et dénonce la mise en scène d'un faux charnier dans le cadre d'une « attaque informationnelle »,.

## Économie
Gossi est une zone d’élevage nomade. Chaque dimanche, il y a un important marché aux animaux, principalement des dromadaires.
Depuis 1987, sœur Anne-Marie Salomon, une religieuse-médecin y a installé un hôpital pour nomades unique au Mali : les nomades peuvent y installer leur tente pour la durée des soins.

## Politique
| Année | Maire élu         | Parti politique |
| ----- | ----------------- | --------------- |
| 2004  | Mossa Ag Elmouner | Adéma           |
| 2009  | Mossa Ag Elmouner | Adéma           |